# Björn Anderson (militär)
Björn Arne Anderson, född den 27 december 1945 i Solna församling,  är en svensk militär. 

## Biografi
Anderson blev fänrik i armén 1969. Han befordrades till löjtnant 1971, till kapten 1973, till major 1980, till överstelöjtnant 1985, till överstelöjtnant med särskild tjänsteställning 1988 och till överste 1990, till överste av 1:a graden 1993, till brigadgeneral 2000 och till generalmajor 2003. Han pensionerades 31 december 2005 i samband med att Norra militärdistriktet lades ner.
Anderson inledde sin militära karriär i armén vid Gotlands regemente. Åren 1976–1977 tjänstgjorde han som kompanichef vid UNEF II i Sinai. Åren 1980–1984 tjänstgjorde han vid Försvarsstaben. Åren 1984–1985 tjänstgjorde han vid Södermanlands regemente. Åren 1985–1988 var han avdelningschef vid Försvarsstaben och 1988–1990 bataljonschef vid Skaraborgs regemente. Åren 1990–1992 var han stabschef vid 15. arméfördelningen (sedermera 6. fördelningen) och 1992–1993 kanslichef vid Försvarsmaktens organisationsmyndighet. Åren 1993–1995 var han chef för Skaraborgs regemente, tillika försvarsområdesbefälhavare för Skaraborgs försvarsområde 1994–1995. Han var 1995–1996 projektledare vid arméledningen och 1996–1998 avdelningschef samt ställföreträdande chef för arméledningen. Åren 1998–2000 var han avdelningschef vid nyinrättade grundorganisationsledningen i Högkvarteret. Åren 2000–2002 var han chef för det militärvetenskapliga området vid Försvarshögskolan. Han var befälhavare för Norra militärdistriktet 2003–2005 och lämnade Försvarsmakten 2005.
Anderson invaldes 1994 som ledamot av Kungliga Krigsvetenskapsakademien och är sedan 2009 dess ständige sekreterare. Han har också bland annat varit ordförande i styrelsen för Baltic Defence College, Officerares Ideella Stödförening samt styrelseledamot i Statens Försvarshistoriska Museer och Kasernen Fastighets AB.
Anderson har tillsammans med Tommy Jeppsson skrivit Bricka i ett stort spel. När kriget kom till Gotland (2016) och Gotland ockuperat! Slaget om Östersjön (2017). Böckerna handlar om hur Ryssland ockuperar Baltikum och Gotland samt hur Sveriges politiker reagerar på detta och hur Sverige försvarar Gotland. Den fiktiva skildringen bygger på ett strategiskt-operativt spel som Kungliga Krigsvetenskapsakademien höll 2015 i syfte att utröna vad Sverige i närtid skulle förmå att göra i händelse av en militär konflikt i närområdet. I en recension av den första boken i Svenska Dagbladet heter det: ”Det är en roman med stora pedagogiska förtjänster. Omvärldsbeskrivningen håller hög nivå. Författarna pekar på hur svårt det är för fredsstörda, okunniga politiska beslutsfattare att vakna till insikt om farorna. Förnekelse blir en naturlig ryggmärgsreaktion. Med den följer en tröghet och oförmåga att reagera snabbt och resolut på en hänsynslös motståndares plötsligt iscensatta drag och manövrer. Det står Sverige dyrt.”
Han är sedan 1978 gift med Kristina Margaretha Granborg och tillsammans har de två barn.